# Интервенция союзников на Юге России
Интерве́нция сою́зников на Юге Росси́и — вмешательство вооруженных сил (интервенция) Великобритании, Франции и Греции в Гражданскую войну в России в 1918—1920 годах.
Интервенция велась с целью помочь Вооруженным силам Юга России (ВСЮР) в борьбе с большевиками, а также ради обеспечения собственных геополитических интересов участников.
Основным идеологом и организатором помощи генералу А. И. Деникину был военный министр Великобритании У. Черчилль. Практически всё материально-техническое снабжение ВСЮР держалось на поставках союзников. Однако бо́льшая часть грузов представляла собой содержимое военных складов, оставшихся после Первой мировой войны. Износ вооружения составлял до 40 %, возникали постоянные проблемы с комплектацией и запасными частями.

## Великобритания

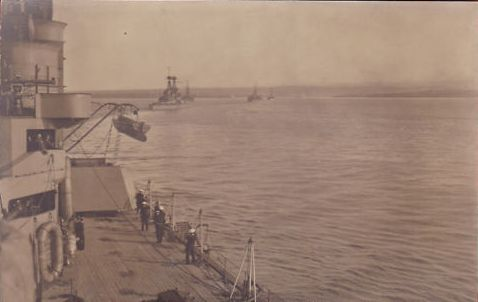
Британские военные корабли входят в Севастополь. Осень 1918 г.

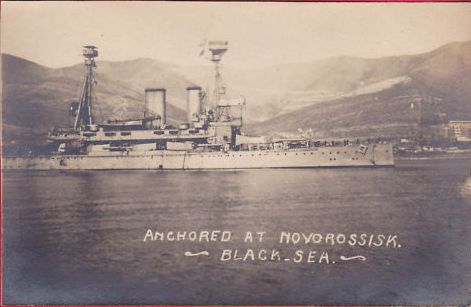
Британский броненосец «Лорд Нельсон» на рейде Новороссийска. Весна 1919 г.

Военную миссию на юге России возглавляли:
- до 19 января 1919 года — генерал-майор Пуль (Major General Poole)
- до 14 июня 1919 года — генерал-лейтенант Бриггс (Lieutenant General Sir Charles Briggs)
- до эвакуации белой армии из Новороссийска в марте 1920 года — генерал Хольман (General Holman)

Штат миссии, которая располагалась в Екатеринодаре, насчитывал 99 офицеров и 132 рядовых и гражданских служащих. Это были добровольцы, которых Военное министерство нанимало по контракту.

### Военные действия в Закавказье
Англо-французской конвенцией, подписанной в декабре 1917 года, Закавказье было включено в сферу влияния Великобритании.
Российский историк Л. И. Мирошников указывает, что Великобритания в Закавказье и Закаспии преследовала цели полного доминирования в регионе и поддержки российской контрреволюции. Республики Закавказья, образовавшиеся в результате распада Закавказской Федерации, интересовали государства Антанты в первую очередь в качестве союзников Белого движения в борьбе с большевистской Россией. В Антанте полагали, что большевизм можно будет остановить на кавказском стратегическом рубеже. С другой стороны, Великобритания сомневалась в жизнеспособности закавказских республик и была убеждена, что Россия по окончании Гражданской войны вернётся в Закавказье.
Как указывает азербайджанский историк C. Юсиф-заде, цели Великобритании раскрываются в одной из сводок британской разведки, где отмечаются преимущества географического и стратегического положения Южного Кавказа и дается четкая ориентация на то, что «через Закавказье проходят пути, по которым надо следовать тем, кто хочет попасть во внутренние районы Азии по коммерческим или военным соображениям». Другими важными факторами, определяющим британский интерес к региону, историки упоминают бакинскую нефть, препятствование установления контроля над регионом со стороны Центральных держав и обеспечение безопасности Месопотамии, создание «оборонительной заслонки» во избежание проникновения большевизма в азиатские владения Британии.
Британское вмешательство в Закавказье началось ещё до окончания Первой мировой войны. На фоне наступления Кавказской исламской армии на контролируемый эсерами Баку, 7—17 августа 1918 года в Баку высадился британский деташемент Денстерфорс во главе с генералом Лионелем Денстервилем с целью их поддержки и, как следствие, овладение бакинской нефтью. Причина внезапного ухода британцев из Баку 14 сентября же связывается с факторами военно-экономического характера, как то тяжелое продовольственное положение в Баку, с вопросом финансирования, с малочисленностью английских войск, с недееспособностью местных вооруженных отрядов, с хорошей военно-технической оснащенностью наступающих турецких войск.
Окончание Первой мировой войны и вывод из региона войск Центральных держав создали новые условие для британской интервенции в Закавказье. Уже через день после Мудросского перемирия, 31 октября 1918 года министерство обороны Великобритании направило британскому командованию в Месопотамии приказ об оккупации Баку, которое возложило эту миссию на британского генерала Уильяма Монтгомери Томсона, командующего войсками в Северной Персии. Практически сразу же после заявления турецких войск об уходе, азербайджанское правительство послало делегацию, состоящую из Н. Усуббекова, А. Агаева и Рафиева в Энзели на переговоры с Томсоном. В ходе переговоров Томсон сделал ультимативное заявление:

1. К 10 часам утра 17 ноября Баку должен быть очищен от всех войск, как азербайджанских, так и турецких; 2. Баку с его нефтяными промыслами будет оккупирован, тогда как остальная часть страны останется под контролем азербайджанского правительства и его войск; 3. Азербайджан официально не признается, но представители Англии, Франции и Америки установят связи с его правительством де-факто; 4. Все организации и учреждения будут функционировать как обычно, за исключением следующих изменений: а) генерал Томсон будет генерал-губернатором Баку; англичанин возглавит городскую полицию; в) Городской Думе снова будет предоставлена свобода действий; г) Азербайджан не будет исключен из дискуссии относительно принципа национального самоопределения на Парижской мирной конференции; д) Лазарь Бичерахов и его части вступят в Баку вместе с британскими войсками; е) вооруженные армяне не будут допущены в Баку.
Союзные войска во главе с генералом Томсоном прибыли в Баку в 13:00 17 ноября и были встречены министром внутренних дел Джаванширом, и. о. министра иностранных дел А. Зиятхановым, представителями городского самоуправления, совета съезда нефтепромышленников, русского национального совета, проживающего в Азербайджане русского офицерства. В городе было объявлено военное положение.
Хоть и генерал Томсон сперва напрямую отказался признавать Азербайджан и поддержал белые силы, вскоре его позиция стала изменяться. Фатали-хан Хойский, премьер-министр Азербайджана, искуссно доказал полную безрассудность и бескомпромиссность Русского Национального Совета, в чём вскоре Томсон и сам убедился. Создание национального Парламента ещё раз должно было доказать приверженность Азербайджана к демократии, а реорганизация кабинета министров на более широкой политической основе избавить Азербайджан от стигматизации ввиду бывших связях с Османской империи. Наконец, 28 декабря 1918 года Томсон признал азербайджанское правительство единственно законной до соответствущего решения послевоенной Версальской конференции.
Тем временем, хоть и оккупация Закавказья уже началась, в Лондоне продолжались переговоры между различными фракциями военного руководства и правительства (партия «индийцев» и партия «салоникцев» в военном министерстве; министерство иностранных дел и другие заинтересованные стороны) касательно официального курса британской политики в Закавказье. Итогом долгих обсуждений с участием Форин-офиса, Восточного комитета и Генштаба стал приказ военного министерства от 11 декабря 1918 года, в котором были изложены цели Великобритании в Закавказье: выполнение турками условий перемирия; контроль за железной дорогой и трубопроводом между Чёрным морем и Каспием; оккупация Баку, Батума и, возможно, Тифлиса. При этом военный кабинет принял точку зрения министра иностранных дел Уинстона Черчилля, что рано или поздно Россия вернется в Закавказье.
В декабре 1918 года — январе 1919 года в Закавказье через батумский порт была переброшена 27-я дивизия. Основные силы сошли 22—23 декабря, 24 декабря в Батуме была учреждена штаб-квартира генерал-губернатора Кука-Коллиса, а 26 декабря, несмотря сопротивления премьер-министра Грузии Н. Жордании, подразделения под командованием генерала Форестье-Уолкера были направлены в Тифлис. 12 января было создано британское генерал-губернаторство в Карсе, а 26 января — в Шарур-Нахичевани (подробнее см. Армяно-азербайджанская война (1918—1920)). Всего на Южном Кавказе численность английских войск в конце 1918 году достигала 20 тысяч человек, из них 5 тысяч были в Баку.
Как указывает американский конфликтолог Арсен Сапаров, британская политика в Закавказье была обусловлена двумя факторами — желание контроля над регионом и недостаточное количество войск для силового воплощения этого желания. В подобных условиях британцы не могли отвергать местные силы, и их решения в регионе, в том числе в бушующем в Закавказье этно-территориальном противостоянии азербайджанских и армянских сил, часто обсусловливались политическими требованиями времени и ситуацией на месте. Как правило, британцы предпочитали действовать в соответствии со старыми границами. Согласно А. Сапарову, лучше всего британскую политику в отношении спорных территорий между Азербайджаном и Арменией описывает меморандум разведки британского флота от апреля 1919 года:

… татары и армяне проживают смешанно, поэтому даже приблизительно этнографическую границу нарисовать невозможно. По этой причине граница между русскими губерниями Эривани и Елизаветполя предлагается как наиболее приемлемая, будучи лучшей с географической точки зрения и оставляющее одинаковое количество армянского и татарского меньшинства по обе стороны границы.
Так, в соответствии с границами Елизаветпольского и Эриванского губерний, Великобритания в первой поддержала притязания Азербайджана на Карабах и Зангезур (см. разделы о противостоянии в Зангезуре и противостоянии в Карабахе), а во второй притязания Армении на Араксскую долину (см. раздел о противостоянии в Шарур-Нахичевани).
Интересно, что высказывались идеи об обмене населением. Так, генерал Томсон говорил о необходимости временного ликвидирования армянского эксклава в Карабахе и мусульманских районов юго-западной части Эриванской губернии, и лишь после регулирования конфликта жители могли бы вернуться в родные места; начальник британской разведки на Кавказе генерал-бригадир Уильям Бич предлагал ещё более радикальные меры: Нахичевань должен был перейти Азербайджану, а армяне из Нахичевани, Карабаха и Зангезура переселены в Карсскую область и заменены мусульманами из Карсской, Эриванской (кроме Нахичевани) и возможно Батумской провинций.
Ричард Ованнисян высказывает и свое видение поддержки Великобританией притязаний Азербайджана на Карабах и Зангезур. Так, имея многомиллионное мусульманское население в своей империи, британцы желали задобрить его поддержкой первой республики на мусульманском Востоке; кроме того политическая и экономическая стабильность оградила бы Азербайджан от пантюркистской и панисламистской агитации и османского влияния. Также, считая, что Армении будут переданы восточные турецкие провинции, британцы считали целесообразным передать Азербайджану Карабах и Зангезур. Большую роль играл и основной фактор британской политики в Закавказье — нефть; доступ к бакинской нефти была бы легче при наличии в Баку благодарного правительства.
Британское военное присутствие в Закавказье, хоть и создавало условия для превращения региона в опорный пункт империи, не продолжалось долго. Причиной было появление в 1919 году серьёзных угроз для империи в куда более важных регионах для неё — Ирландии, Индии, Афганистане, Египте и Турции. В этих условиях британское правительство сочло военное присутствие в Закавказье нецелесообразным и 3 июля 1919 года приняло решение об эвакуации из региона до 15 августа. На тот момент было принято решение оставить британский военный гарнизон только в Батуме по ряду причин. К уходу британских сил из Закавказья отрицательно отнеслись как в Азербайджане, так и в Армении — азербайджанское правительство опасалось осложнений с Добровольческой армией после ухода британцев, игравших роль сдерживающего фактора; а армянское правительство не желало ухода обеспечивающих мир английских войск, ввиду вспыхнувших по всему югу и юго-востоку Армении мусульманских восстаний, которые представляли для государства серьёзную угрозу. Последние ратовали за оставление британских сил особенно сильно, обращаясь к правительствам Великобритании и других стран Антанты, английской рабочей партии для оказания давления на правительство и т. д.. Эти попытки провалились, и на заседании армянского парламента 15 августа 1919 года, посвященного военной угрозе стране со стороны мусульман, было озвучено разочарование многими депутатами в Антанте; была выдвинута и идея переориентации на Россию.
Однако и после вывода войск Великобритания продолжала играть первенствующую роль в жизни Кавказа вплоть до 1920 года, когда приход XI Красной Армии вытеснил англичан из политической и экономической жизни региона.
- Дж.Милн, генерал, командующий Британской Черноморской армией, Константинополь, середина ноября 1918 — 13.11.1920
- *Ч. Дж. Бриггс, генерал-лейтенант, глава британской военной миссии при штабе командующего Добровольческой армией, Таганрог
- **М. Сеймур[англ.], контр-адмирал, британские ВМС в Чёрном море
- ***У. Кук-Коллис, временно бригадир, Батум, с 24.12.1918
- **Дж. Форестье-Уолкер, генерал-майор, Тифлис, 25.12.1918—10.03.1919
- ***К. Э. Темперли, капитан, временно полковник, Карс, 12.01.1919—02.03.1919
- ***Ф. И. Лоутон, капитан, временно подполковник, Шарур-Нахичевань, 26.01.1919—23.03.1919
- **У. Томсон, временно генерал-майор, Баку, 17.11.1918—10.03.1919
- ***Р. П. Джорджан, подполковник, январь—09.03.1919

- Тифлис: Дж. Форестье-Уолкер[англ.], генерал-майор, командир 27-й дивизии (25.12.1918—10.03.1919)→У. Томсон, временно генерал-майор (10.03.1919—12.05.1919)→Дж. Н. Кори[англ.], генерал-майор (12.05.1919—06.09.1919)→уход войск 11.09.1919
- *Баку: У. Томсон, временно генерал-майор (17.11.1918—10.03.1919)→ Д. И. Шаттлворт[англ.], полковник, временно генерал (09.03.1919—24.08.1919)→ уход войск (24.08.1919)
- *Карс: К. Э. Темперли, капитан, временно полковник, военный губернатор Карса (12.01.1919—02.03.1919)→ В. Ассер, временно бригадир, военный губернатор Карса (02.03.1919—26.03.1919)→Дж. А. Престон, подполковник, британский военный представитель в Карсе (26.03.1919—04.04.1919), военный губернатор Карса (04.04.1919—06.05.1919)→Г. Р. Проссер, капитан, британский военный представитель в Карсе (11.05.1919—30.08.1919)→уход войск (08.06.1919)
- *Шарур-Нахичевань и прилегающие территории (Ведибасар, Зангибасар, Акулис): Ф. И. Лоутон, капитан, временно подполковник, военный губернатор Шарур-Нахичевани (26.01.1919—23.03.1919)→Дж. Ч. Симпсон, подполковник, военный губернатор Шарур-Нахичевани (23.03.1919—01.06.1919)→уход войск 07.06.1919
- **Ф. Л. Швинд, лейтенант, временно капитана, с 15.05.1919
- *Эривань: В. Ассер, временно бригадир, временно британский военный представитель в Эривани (07.02.1919—02.03.1919)→К. Э. Темперли, капитан, временно полковника, британский военный представитель в Эривани (02.03.1919—27.04.1919)→К. М. Дэви, генерал, главнокомандующий южного крыла 27-й дивизии (04.04.1919—14.06.1919)→Дж. Ч. Плоуден, подполковник, британский военный представитель в Эривани (12.06.1919—28.08.1919)→уход войск (28.08.1919)→ Дж. Ф. Г. Грейси, капитан, британский военный представитель в Эривани (24.09.1919—15.10.1920)→Г. Д. Курт, капитан, в Эривани с 15.01.1920, британский военный представитель в Эривани (16.10.1920—05.11.1920)
- *Шуша (Карабах): У. Д. Гиббон, майор, начальник миссии в Шуше (декабрь 1919—08.02.1919)→Г. Н. Г. Монк-Масон, майор, начальник миссии в Шуше (08.02.1919—10.06.1919)→Р. Тирер, майор, британский военный представитель в Шуше (10.06.1919—16.08.1919)→уход войск 18.08.1919
- *Алаверди-Лори (Борчалинский уезд, Лорийский участок): А. Ш. Дж. Дуглас, капитан, временно майор, начальник миссии Алаверди-Лори (27.01.1919—август 1919)

### Военные действия на Дону и на Кубани
Деникин и часть его окружения надеялись, что Великобритания пришлет на помощь белогвардейцам войска. Переговоры об этом шли вплоть до осени 1919 года, но после поражения Колчака союзники разуверились в способности белых выиграть войну с большевизмом. «Предательство союзников» сильно повлияло на моральный дух Белой армии, так как превосходство красных в людских и материальных ресурсах было настолько велико, что без поддержки извне думать о победе не приходилось.
В ноябре 1919 года на банкете, данном мэром Лондона, британский премьер-министр Ллойд Джордж объявил, что поддержка белых является напрасной тратой сил и средств, и военная помощь Деникину была прекращена. Однако на занятой им территории продолжали работать гуманитарные миссии.
При эвакуации Новороссийска на берег высадился второй батальон Королевских шотландских стрелков (Royal Scots Fusiliers). Под его прикрытием в обстановке паники на британские суда удалось эвакуировать восемь тысяч военнослужащих и их семей и обеспечить погрузку более 25 тысяч человек на другие суда.

## США
США заняли по отношению к Добровольческой армии позицию наблюдателя. Американскую военную миссию возглавлял адмирал МакКалли, а его ближайшим помощником был полковник Форд. Большая работа по уходу за больными и ранеными белогвардейцами была проведена Американским Красным Крестом.

## Греция
Греция была представлена Первым армейским корпусом (I Army Corps) под командованием генерал-лейтенанта Константиноса Нидера (Konstantinos Nider). Корпус воевал против большевиков в Одессе и Крыму. Оккупационные силы в Одессе составляли 2000 человек. В апреле 1919 года греческие вооруженные силы покинули территорию бывшей Российской империи в ходе Одесской эвакуации (1919) и Крымской эвакуации (1919).